# NGC 758
NGC 758 est une vaste et lointaine galaxie lenticulaire située dans la constellation de la Baleine. NGC 758 a été découverte par l'astronome américain Francis Leavenworth en 1886.

## Caractéristiques
Sa vitesse par rapport au fond diffus cosmologique est de 12 483 ± 47 km/s, ce qui correspond à une distance de Hubble de 184 ± 13 Mpc (∼600 millions d'al).